# Ecliptopera
Ecliptopera is een geslacht van vlinders van de familie spanners (Geometridae), uit de onderfamilie Larentiinae.

## Soorten
- E. acalles Prout, 1938
- E. albogilva Prout, 1931
- E. angustaria Leech, 1897
- E. benigna Prout, 1914
- E. capitata

Springzaadspanner Herrich-Schäffer, 1839
- E. ctenoplia Prout, 1931
- E. delecta Butler, 1880
- E. dentifera Moore, 1888
- E. dimita Prout, 1938
- E. dissecta Moore, 1887
- E. falsiloqua Prout, 1938
- E. fastigata Püngeler, 1909
- E. fulvidorsata Swinhoe, 1894
- E. fulvotincta Hampson, 1895
- E. furva Swinhoe, 1891
- E. furvoides Thierry-Mieg, 1915
- E. haplocrossa Prout, 1938
- E. illitata Wileman, 1911
- E. leucoglyphica Warren, 1898
- E. litterata West, 1929
- E. lucrosa Prout, 1940
- E. macarthuri Prout, 1938
- E. mixtilineata Hampson, 1895
- E. muscicolor Moore, 1888
- E. oblongata Guenée, 1858
- E. obscurata Moore, 1867
- E. odontoplia Prout, 1935
- E. phaula Prout, 1933

- E. postpallida Prout, 1940
- E. pryeri Butler, 1881
- E. recordans Prout, 1940
- E. rectilinea Warren, 1894
- E. relata Butler, 1880
- E. sagittatoides Pagenstecher, 1900
- E. silaceata

Marmerspanner (Denis & Schiffermüller, 1775)
- E. subapicalis Hampson, 1891
- E. subfalcata Warren, 1893
- E. subnubila Prout, 1940
- E. substituta Walker, 1866
- E. thalycra Prout, 1928
- E. triangulifera Moore, 1888
- E. umbrosaria Motschulsky, 1861
- E. zaes Prout, 1932
- E. zophera Prout, 1931